# Aaron Pierre (Schauspieler)

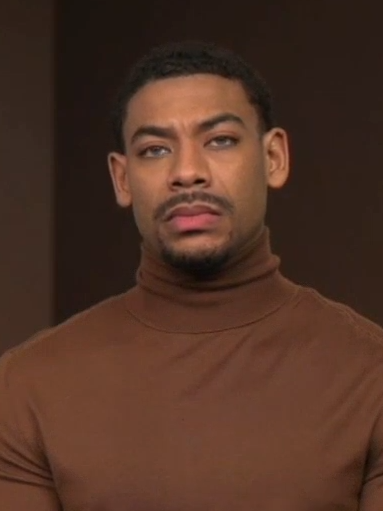
Aaron Pierre (2024)

Aaron Pierre (* 1994 in London) ist ein britischer Film- und Theaterschauspieler.

## Leben
Aaron Pierre wurde 1994 in London geboren und war erst als Schauspieler im klassischen Theater in Toronto tätig, bevor er die London’s Academy of Music and Dramatic Arts (LAMDA) besuchte. Hier standen zum Großteil Stücke von William Shakespeare auf dem Lehrplan. Nach drei Jahren schloss er sein Studium dort ab. Sein Vater ist ebenfalls Schauspieler.
In der Fernsehserie The Underground Railroad ist Pierre in drei Folgen in der Rolle von Caesar zu sehen. Er wurde von Regisseur Barry Jenkins bei einer Aufführung von Othello im Globe Theatre entdeckt, wo er gemeinsam mit André Holland auf der Bühne stand. Er spielte im Stück im Sommer und Herbst 2018 dessen scheinbar loyalen Leutnant Cassio. Zu dieser Zeit war er auch in drei Folgen der Fernsehserie Britannia und in 20 Folgen des Superman-Ablegers Krypton zu sehen. Ab Mai 2019 hatte er am Theatre Royal Stratford East eine Rolle in King Hedley II bekommen, ein Stück von August Wilson. Hauptrollen erhielt er in dem Film Brother von Clement Virgo, der im September 2022 beim Toronto International Film Festival seine Premiere feierte, und dem Action-Thriller Rebel Ridge von Jeremy Saulnier, der im September 2024 in das Programm von Netflix aufgenommen wurde.

## Filmografie
- 2016–2020: The A Word (Fernsehserie)
- 2017–2018: Britannia (Fernsehserie, 3 Folgen)
- 2018–2019: Krypton (Fernsehserie, 20 Folgen)
- 2021: The Underground Railroad (Fernsehserie, 10 Folgen)
- 2021: Old
- 2022: Brother
- 2023: Enemy (Foe)
- 2024: Rebel Ridge
- 2024: Mufasa: Der König der Löwen (Mufasa: The Lion King, Sprecher von Mufasa)

## Theaterengagements
- 2018: Othello, The Globe Theatre[2]
- 2019: King Hedley II, Theatre Royal Stratford East[8]

## Auszeichnungen
Canadian Screen Award
- 2023: Auszeichnung für die Beste Nebenrolle (Brother)[9]

Critics’ Choice Super Award
- 2025: Nominierung als Bester Schauspieler in einem Actionfilm (Rebel Ridge)

NAACP Image Award
- 2025: Nominierung als Bester Schauspieler in der Kategorie „Limited Television (Series, Special or Movie)“ (Rebel Ridge)
- 2025: Nominierung in der Kategorie „Character Voice–Over Performance – Motion Picture“ (Mufasa: Der König der Löwen)[10]

National Film Award
- 2025: Nominierung als Bester Schauspieler (Rebel Ridge)[11]